# AppleK
AppleKとは、トリニティーワークスが開発するWindows用キーボードドライバである。

## 特徴
Macintosh対応キーボードとWindows対応キーボードではキー配列に若干の相違がある。AppleKはその「キー配列の相違を改善すること」と「Macintosh対応キーボードの操作性をWindows上で実現すること」の2点が目的である。
例えば、MacintoshのコマンドキーとWindowsのコントロールキーは、共にほぼ同じ役割を持つキーだが、通常Windowsのコントロールキーはキーボード左下の角に近い位置にあり、左手の小指でタイピングすることになる一方、Macintoshのコマンドキーはスペースキーの左右に配置されており親指でタイピングする位置にある。AppleKをインストールすることによって、Macintosh対応キーボードのコマンドキーをWindowsのコントロールキーとして使用可能になり、Windows上でもMacintosh対応キーボードと同様の操作が可能になる。

## 種類
- AppleK for Parallels
- AppleK for VMwere
- AppleK Pro
- AppleK BC